# Verkehrsschau
Die Verkehrsschau ist in Deutschland ein verwaltungsbehördlicher Vorgang, bei dem die Straßenausstattung einer Straße regelmäßig geprüft wird. Ziel der Prüfung ist es, die Notwendigkeit und Begreifbarkeit zu untersuchen und gegebenenfalls herzustellen. Diese Prüfung geschieht im Sinne der Optimierung der Verkehrssicherheit. Besonderes Augenmerk ist bei der Verkehrsschau auf Unfallschwerpunkte und Bahnübergänge zu legen. Die Verkehrsschau ist nicht nur auf die kommunale Ebene begrenzt, sondern kann auch landesweit (Landesverkehrsschau) durchgeführt werden. Beteiligt werden neben der verantwortlichen Straßenverkehrsbehörde die Straßenbaubehörde und ggf. andere beteiligte Baulastträger und die Polizei. Unternehmen des öffentlichen Nahverkehrs und sachkundige Privatpersonen können ebenfalls hinzugezogen werden.
Die Verwaltungsvorschrift zur Straßenverkehrs-Ordnung legt in § 45, Randnummer 57 fest, dass mindestens alle zwei Jahre eine Prüfung stattfinden muss, bei Straßen erheblicher Verkehrsbedeutung und an Unfallschwerpunkten mindestens alljährlich. Tatsächlich werden die Verkehrsschauen in der Realität eher seltener durchgeführt.

## Normen und Standards
- Forschungsgesellschaft für Straßen- und Verkehrswesen (Hrsg.): Merkblatt für die Durchführung von Verkehrsschauen (M DV). Überarbeitete und erweiterte Auflage. 2013, ISBN 978-3-86446-055-5.